# Helmut Beyer
Helmut Beyer (* 18. Oktober 1925; † 24. Januar 2011 in Mönchengladbach) war ein deutscher Sportfunktionär.

## Leben und Werk
Helmut Beyer war Sohn eines Textilfabrikanten, ging in Mönchengladbach zur Schule und machte 1944 das Abitur. Ab 1947 studierte er in Bonn Volkswirtschaft und wurde aktives Mitglied der katholischen Studentenverbindung KStV Vandalia im KV. Nach seinem Examen als Diplom-Volkswirt promovierte er in Bonn zum Dr. rer. pol., mit dem Thema  Betriebswirtschaftliche Probleme der Kostenrechnung bei kurzfristigen Formenwechsel in Betrieben der Bekleidungsindustrie. 1954 heiratete Beyer Liesel Baumanns, aus der Ehe ging ein Sohn hervor.
Beyer war seit dem 25. April 1962 über 30 Jahre  Präsident von Borussia Mönchengladbach. Zu den Grundsätzen Beyers gehörte, dass die Vereinsführung nicht mehr Geld ausgeben dürfe als Einnahmen vorhanden waren. Zusammen mit Manager Helmut Grashoff und Mannschaftsarzt Alfred Gerhards bildete er jahrzehntelang das legendäre „Dreigestirn“ der Borussia. Die umstrittene Beurlaubung des Vereinsmanagers Rolf Rüssmann am 8. Juli 1992 war einer der Gründe für den Rücktritt Beyers als Präsident am 17. Juli 1992. Beyer wurde dann zum Ehrenpräsidenten gewählt. 
In der Ära Beyer feierte die Borussia ihre größten Erfolge. Dazu gehören die fünf Meistertitel ebenso wie der Gewinn des UEFA-Pokals in den Jahren 1975 und 1979.
Zu Beyers Nachfolger wurde am 27. August 1992 der ehemalige Konditionstrainer Karl-Heinz Drygalsky gewählt.
Bis zuletzt war Helmut Beyer Vorsitzender des Ehrenrats von Borussia Mönchengladbach.